# Phil Hickerson
Phil Hickerson (Jackson, Tennessee, 4 ottobre 1946) è un ex wrestler statunitense.
Noto principalmente per aver lottato nelle federazioni NWA Mid-America e Continental Wrestling Association.

## Carriera
Hickerson debuttò nel 1974 in Tennessee nella NWA Mid America. Nel luglio 1974 formò un tag team con Al Greene, con il quale vinse l'NWA Southern Tag Team Championship (Mid-America version) tre volte in un anno. Nel dicembre 1974 formò un altro tag team, ma questa volta di breve durata, con Doug Patton.
A metà 1973, Hickerson formò un tag team con Dennis Condrey denominato "Bicentennial Kings". Nel 1975 la coppia, insieme ad Al Greene, vinse l'NWA World Six-Man Tag Team Championship. Tra il 1976 e il 1978, i Bicentennial Kings conquistarono l'NWA Southern Tag Team Championship (Mid-America version) / AWA Southern Tag Team Championship per nove volte. Vinsero anche l'NWA United States Tag Team Championship (Mid-America version) cinque volte e due NWA Mid-America Tag Team Championship.
Nel 1977 lasciò la NWA Mid America per andare a Memphis nella Continental Wrestling Association di Jerry Lawler. Nel 1985 conquistò in tre occasioni l'AWA International Heavyweight Championship. Nel 1988 vinse il CWA Heavyweight Championship.
Tra novembre e dicembre 1988 andò in tour in Giappone con la All Japan Pro Wrestling, lottando nella World's Strongest Tag Determination League in coppia con Jerry Blackwell.
Nel febbraio 1989 andò a lottare nella United States Wrestling Association, dove interpretò la gimmick del falso lottatore coreano-giapponese e il suo manager era Tojo Yamamoto. Per il personaggio adottò il ring name PY Chu-hi (un gioco di parole basato sull'ex ring name di Yamamoto, "PY Chung", e la bevanda alcolica giapponese Chuhai). Nel luglio 1989 sconfisse Eric Embry vincendo il titolo WCWA Texas Heavyweight Championship; per poi cederlo indietro ad Embry il mese successivo.
Nel 1995 è stato inserito nella Memphis Wrestling Hall of Fame.

## Ritiro
Dopo il ritiro dal ring, Hickerson lavorò con DJ radiofonico per la stazione radio WYN 106.9 di Jackson, Tennessee. Nell'ultima parte della sua carriera nel wrestling, nel periodo 1981-1987 svolse la funzione di direttore del Tremors Nightclub a Jackson.

## Titoli e riconoscimenti
- Continental Wrestling Association / NWA Mid-America / United States Wrestling Association
  - AWA International Heavyweight Championship (3)
  - CWA Heavyweight Championship (1)
  - NWA Mid-America Tag Team Championship (2) – con Dennis Condrey
  - NWA Southern Tag Team Championship (Mid-America version) / AWA Southern Tag Team Championship (14) – con Al Greene (3), Dennis Condrey (9) e The Spoiler (2)
  - NWA United States Tag Team Championship (Mid-America version)  (5) - con Dennis Condrey
  - NWA World Six-Man Tag Team Championship (2) - con Al Greene e Dennis Condrey
  - Memphis Wrestling Hall of Fame

- Southeastern Championship Wrestling
  - NWA Southeastern Tag Team Championship (3) – con Dennis Condrey

- World Class Wrestling Association
  - WCWA Texas Heavyweight Championship (1)